# Куба (Нью-Мексико)
Куба (англ. Cuba) — селище (англ. village) в США, в окрузі Сандовал штату Нью-Мексико. Населення — 628 осіб (2020).

## Географія
Куба розташована за координатами 36°0′44″ пн. ш. 106°58′11″ зх. д. / 36.01222° пн. ш. 106.96972° зх. д. (36.012185, -106.969614).  За даними Бюро перепису населення США в 2010 році селище мало площу 8,74 км², уся площа — суходіл.

### Клімат
Селище знаходиться у зоні, котра характеризується кліматом тропічних степів. Найтепліший місяць — липень із середньою температурою 21.1 °C (69.9 °F). Найхолодніший місяць — січень, із середньою температурою -3.6 °С (25.5 °F).
| Клімат Куби             | Клімат Куби | Клімат Куби | Клімат Куби | Клімат Куби | Клімат Куби | Клімат Куби | Клімат Куби | Клімат Куби | Клімат Куби | Клімат Куби | Клімат Куби | Клімат Куби | Клімат Куби |
| Показник                | Січ.        | Лют.        | Бер.        | Квіт.       | Трав.       | Черв.       | Лип.        | Серп.       | Вер.        | Жовт.       | Лист.       | Груд.       | Рік         |
| Абсолютний максимум, °C | 18,9        | 20,6        | 24,4        | 30          | 34,4        | 36,7        | 38,3        | 37,2        | 35,6        | 31,7        | 23,9        | 21,1        | 38,3        |
| Середній максимум, °C   | 4,7         | 7,8         | 12,6        | 18,1        | 23,2        | 28,8        | 30,7        | 28,9        | 25,4        | 19,1        | 11,3        | 5,7         | 18          |
| Середня температура, °C | −3,6        | −0,4        | 3,4         | 7,8         | 12,7        | 18          | 21,1        | 19,9        | 15,8        | 9,2         | 2,3         | −2,9        | 8,6         |
| Середній мінімум, °C    | −12         | −8,7        | −5,7        | −2,5        | 2,4         | 7,2         | 11,4        | 10,9        | 6,2         | −0,6        | −6,7        | −11,7       | −0,8        |
| Абсолютний мінімум, °C  | −38,9       | −33,9       | −27,8       | −17,2       | −11,1       | −3,9        | 1,1         | −1,7        | −6,1        | −14,4       | −33,3       | −37,8       | −38,9       |
| Норма опадів, мм        | 12          | 10          | 12          | 12          | 14          | 13          | 34          | 48          | 30          | 25          | 14          | 14          | 239         |
| Днів з опадами          | 4           | 4           | 4           | 3           | 4           | 3           | 8           | 9           | 6           | 5           | 4           | 4           | 58          |
| Днів зі снігом          | 3,5         | 2,4         | 1,6         | 0,6         | 0,1         | 0           | 0           | 0           | 0           | 0,4         | 1,4         | 2,6         | 12,6        |
| ----------------------- | ----------- | ----------- | ----------- | ----------- | ----------- | ----------- | ----------- | ----------- | ----------- | ----------- | ----------- | ----------- | ----------- |
| Джерело: Weatherbase    |             |             |             |             |             |             |             |             |             |             |             |             |             |

## Демографія
Згідно з переписом 2010 року, у селищі мешкала 731 особа в 303 домогосподарствах у складі 176 родин. Густота населення становила 84 особи/км².  Було 392 помешкання (45/км²).
Расовий склад населення:
| - 48,6 % — білих - 24,6 % — корінних американців - 0,8 % — азіатів - 0,5 % — чорних або афроамериканців - 19,3 % — осіб інших рас |

До двох чи більше рас належало 6,2 %. Частка іспаномовних становила 45,8 % від усіх жителів.
За віковим діапазоном населення розподілялося таким чином: 29,8 % — особи молодші 18 років, 53,2 % — особи у віці 18—64 років, 17,0 % — особи у віці 65 років та старші. Медіана віку мешканця становила 37,5 року. На 100 осіб жіночої статі у селищі припадало 86,0 чоловіків;  на 100 жінок у віці від 18 років та старших — 80,6 чоловіків також старших 18 років.
Середній дохід на одне домашнє господарство  становив 38 014 долари США (медіана — 38 594), а середній дохід на одну сім'ю — 44 633 долари (медіана — 41 750). За межею бідності перебувало 27,4 % осіб, у тому числі 28,9 % дітей у віці до 18 років та 25,7 % осіб у віці 65 років та старших.
Цивільне працевлаштоване населення становило 267 осіб. Основні галузі зайнятості: роздрібна торгівля — 20,2 %, освіта, охорона здоров'я та соціальна допомога — 15,4 %, будівництво — 14,2 %.